# صندوق امانات

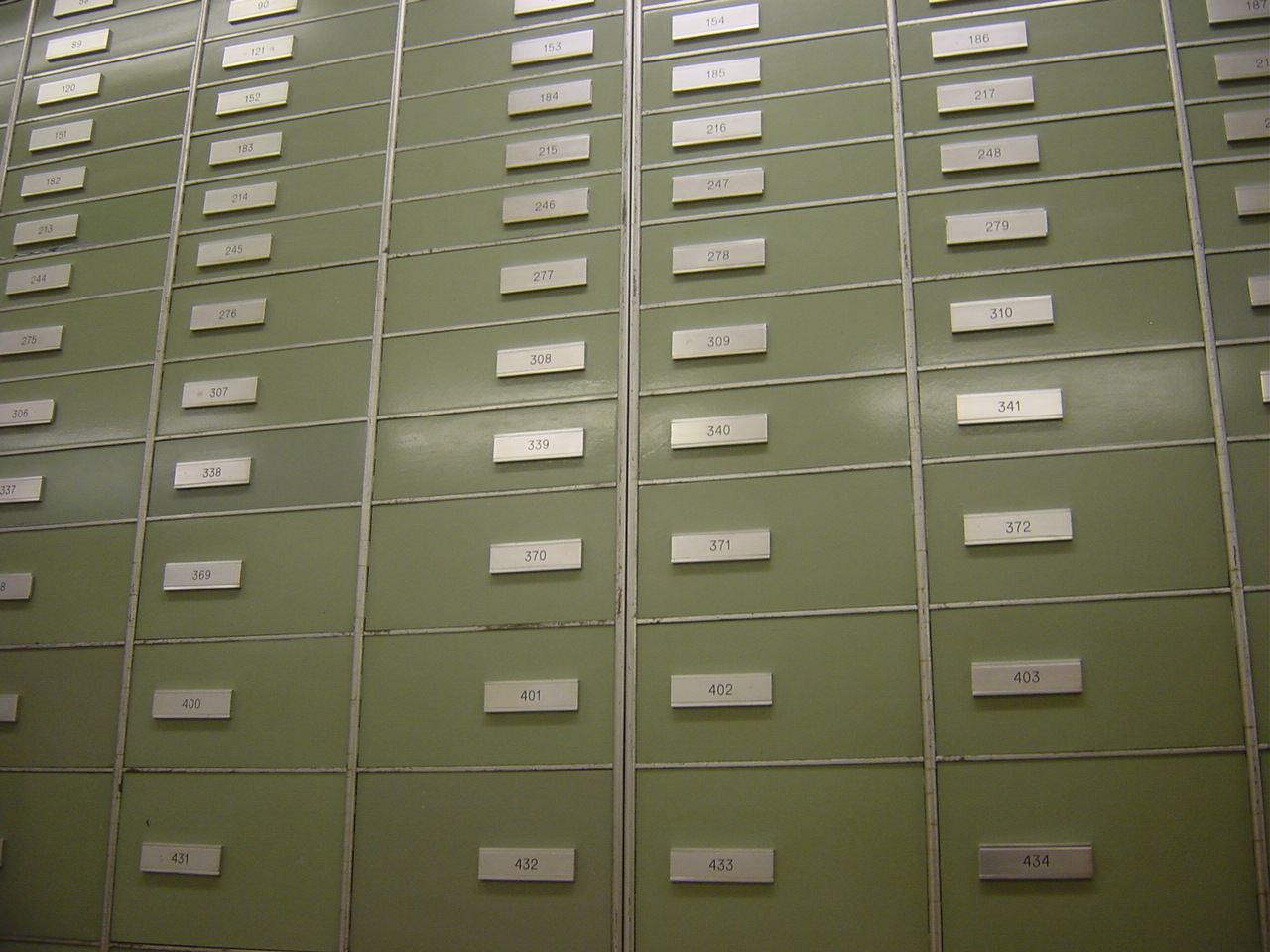
صندوق امانات داخل یک بانک در سوئیس.

صندوق امانات (انگلیسی: Safe deposit box) یک محفظه ایمن شده‌است، که معمولاً در یک گاوصندوق یا خزانه بانک بزرگتر نگهداری می‌شود. صندوق امانات معمولاً در بانک‌ها، اداره پست یا سایر موسسات مالی قرار دارد. صندوق امانات برای نگهداری اموال ارزشمند مانند گوهرسنگ، فلز گران‌بها، پول رایج، اوراق بهادار قابل فروش، کالای لوکس، اسناد مهم (مثل وصیت‌نامه، اسناد ملکی، یا گواهی تولد) یا داده‌های رایانه‌ای استفاده می‌شود که نیاز به محافظت در برابر دزدی، آتش‌سوزی، سیل، دستکاری یا سایر خطرات دارند. در ایالات متحده نه بانک‌ها و نه شرکت بیمه سپرده فدرال محتویات صندوق امانات را بیمه نمی‌کنند. یک فرد می‌تواند بیمه جداگانه‌ای برای صندوق امانات خریداری کند تا به عنوان مثال خطرات ناشی از سرقت، آتش‌سوزی، سیل یا حملات تروریستی و … پوشش دهد.
هتل‌ها، استراحتگاه‌ها و کشتی‌های گردشی گاهی اوقات صندوق‌های امانات یا گاوصندوق‌های کوچک را برای استفاده موقت در طول اقامت مشتریان خود ارائه می‌کنند. این امکانات ممکن است در پشت میز پذیرش قرار داشته باشند، یا به‌طور ایمن در اتاق‌های مهمان خصوصی برای حفظ حریم خصوصی وجود داشته باشند.
محتویات صندوق امانات ممکن است بر اساس نظریه حقوقی اموال متروک توقیف شود. همچنین ممکن است به دستور دادگاه از طریق صدور حکم تفتیش بازرسی و توقیف شوند.
در ایالات متحده و جاهای دیگر، صندوق امانات یک «خدمات قدیمی» در نظر گرفته می‌شود و بسیاری از شعب بانک‌های جدید هیچ صندوق اماناتی ندارند. در قرن بیستم، شعب بانک‌ها معتبرتر بودند. در قرن بیست و یکم، فضا باارزش‌تر از آن است که صرف محلی برای صندوق امانات شود و اجاره دادن زمین ارزش بیشتری پیدا کرده‌است و بسیاری از بانک‌ها این خدمات را کمکی برای کسب و کار اصلی خود می‌دانند. به‌علاوه، علی‌رغم تصور عمومی از صندوق‌های امانات به‌عنوان فضایی بسیار امن، انگیزه کمی از سوی بانک‌ها وجود دارد که واقعاً امنیت این صندوق امانات را تضمین کنند. هیچ قانون فدرالی در ایالات متحده در مورد این موضوع یا قوانینی دیگری وجود ندارد که در صورت سرقت یا تخریب اموال ذخیره شده در صندوق امانات، به مشتریان غرامت پرداخت شود.

## نگارخانه

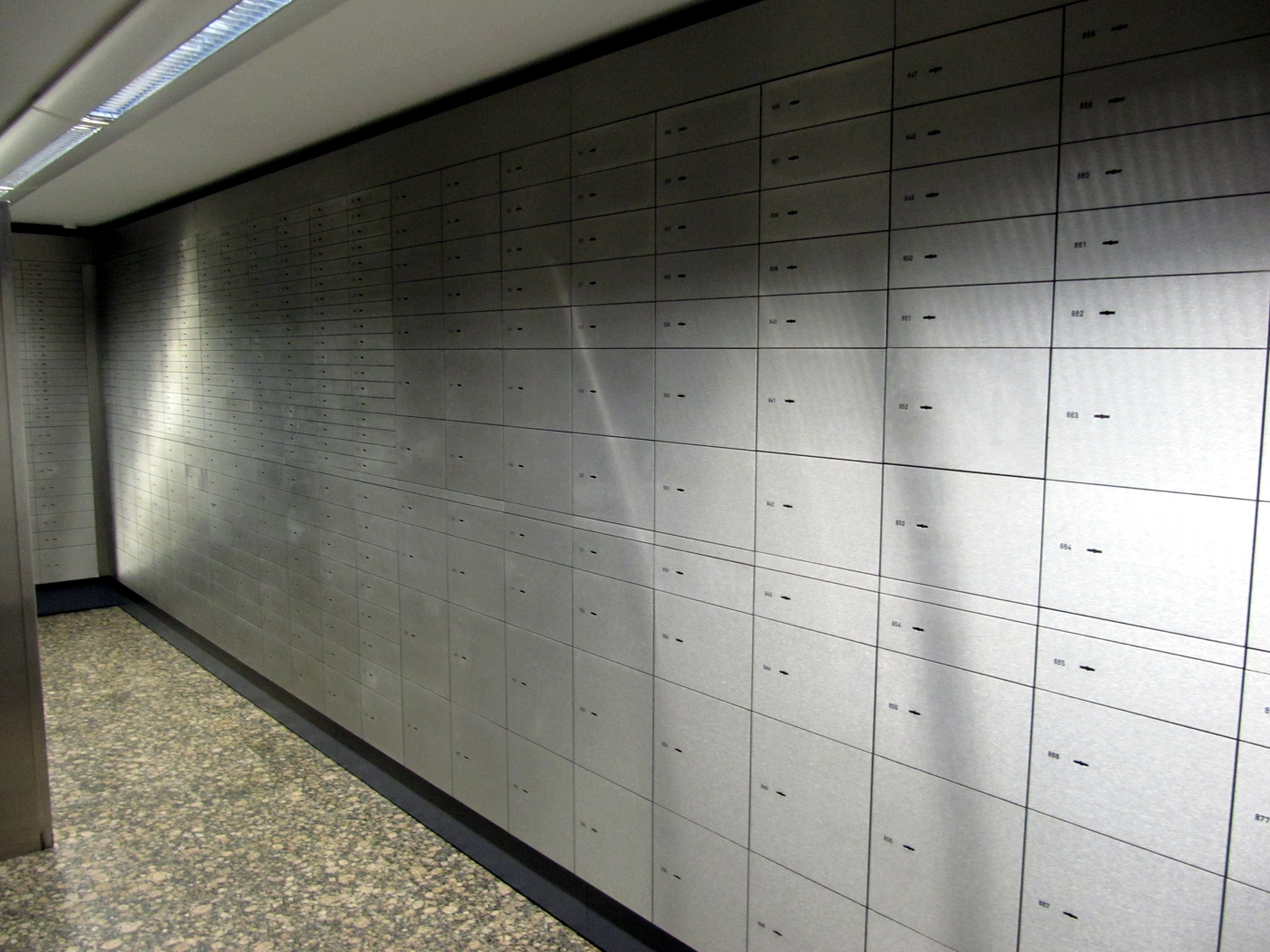
خزانه معمولی با قفسه در یک بانک آلمانی
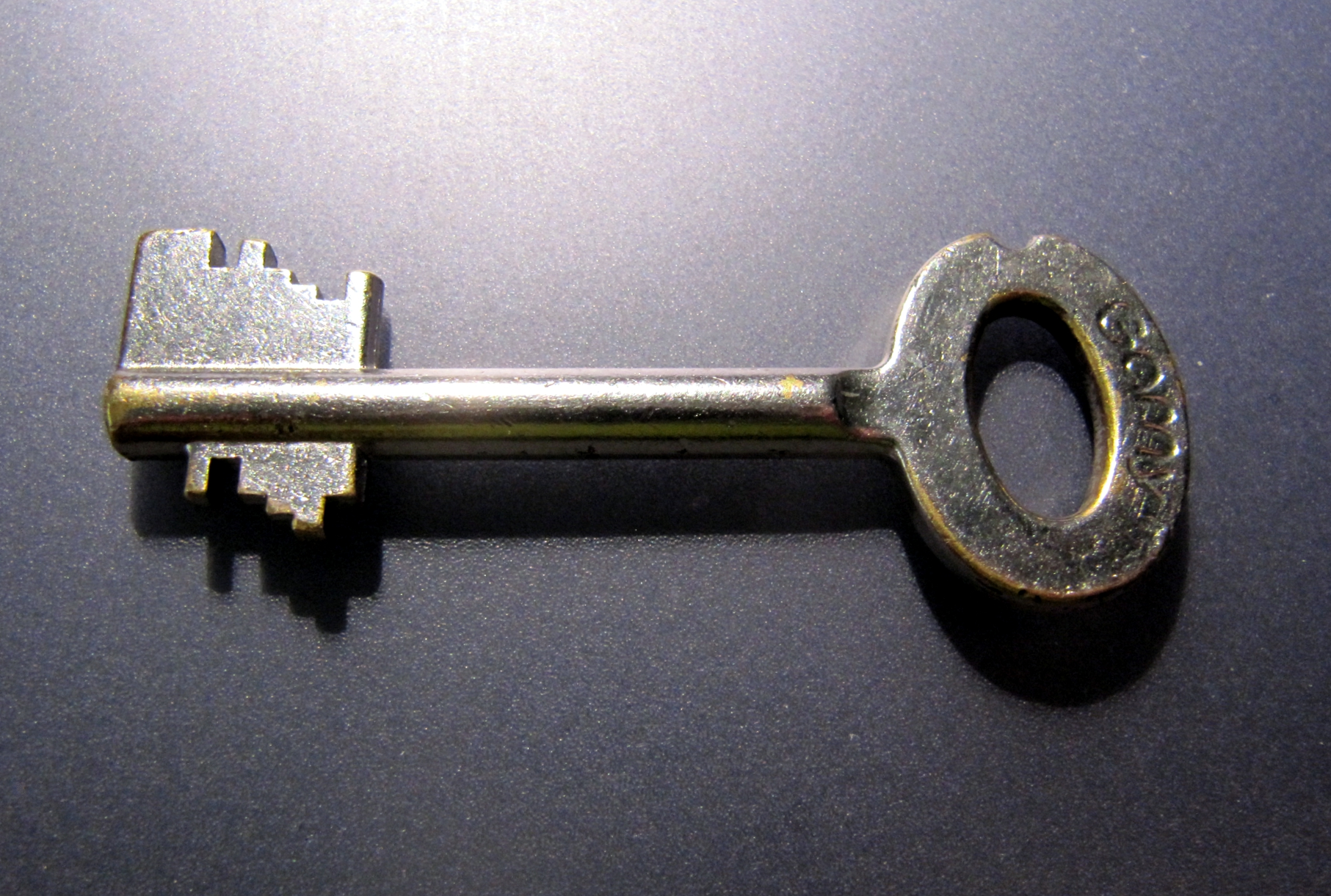
کلید معمولی صندوق امانات بانکی
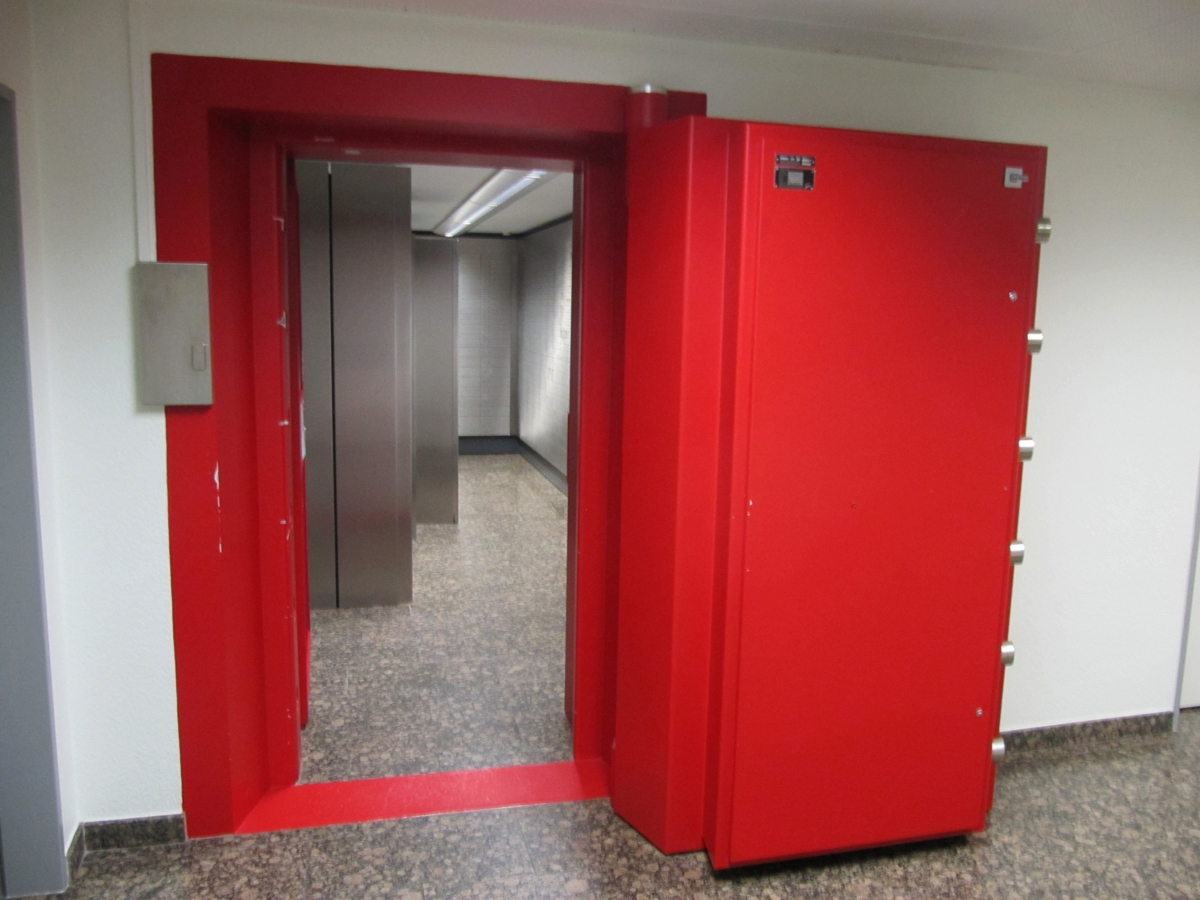
دسترسی به اتاق صندوق امانات از طریق یک در زرهی
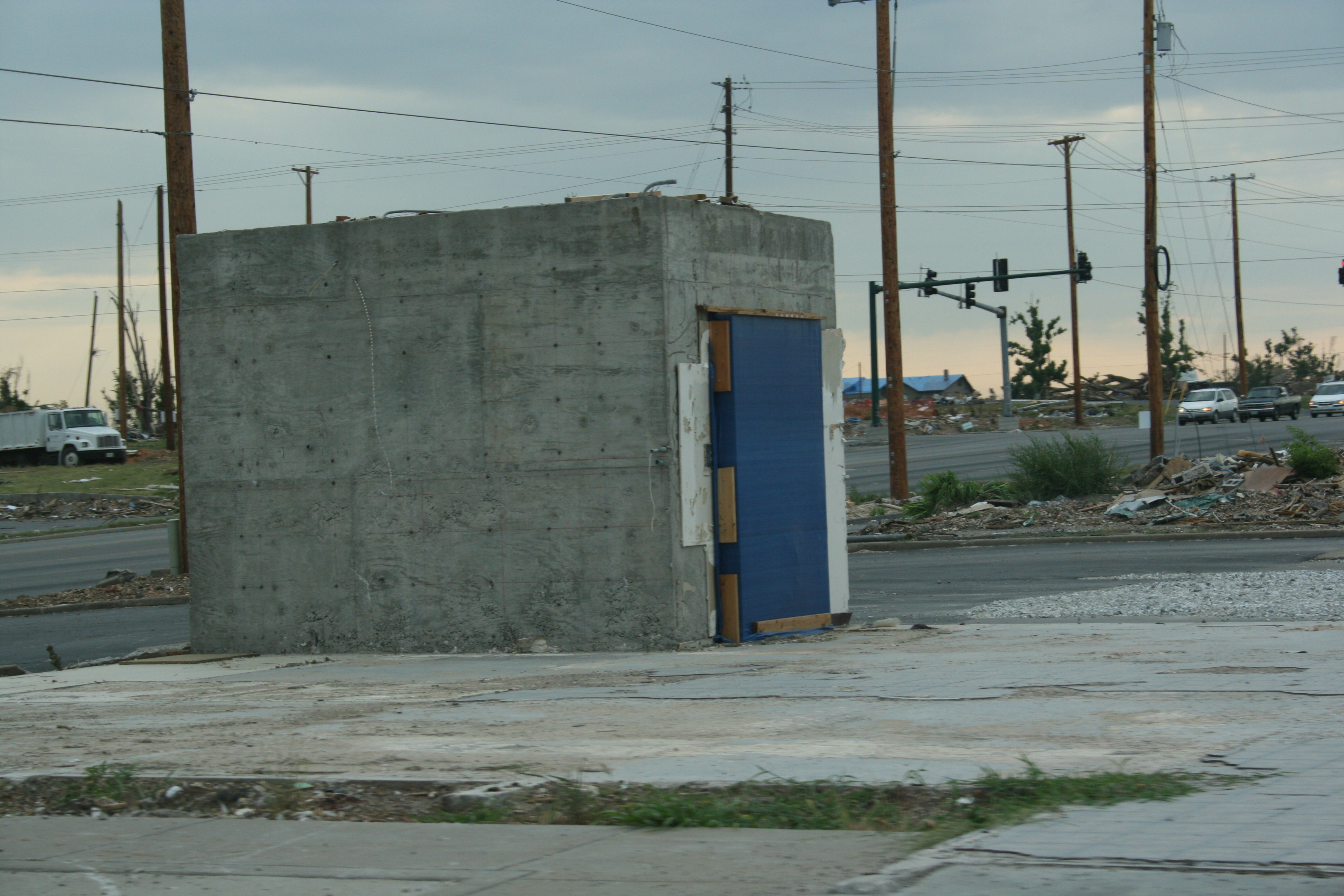
صندوق امانات پس از گردباد جاپلین ۲۰۱۱
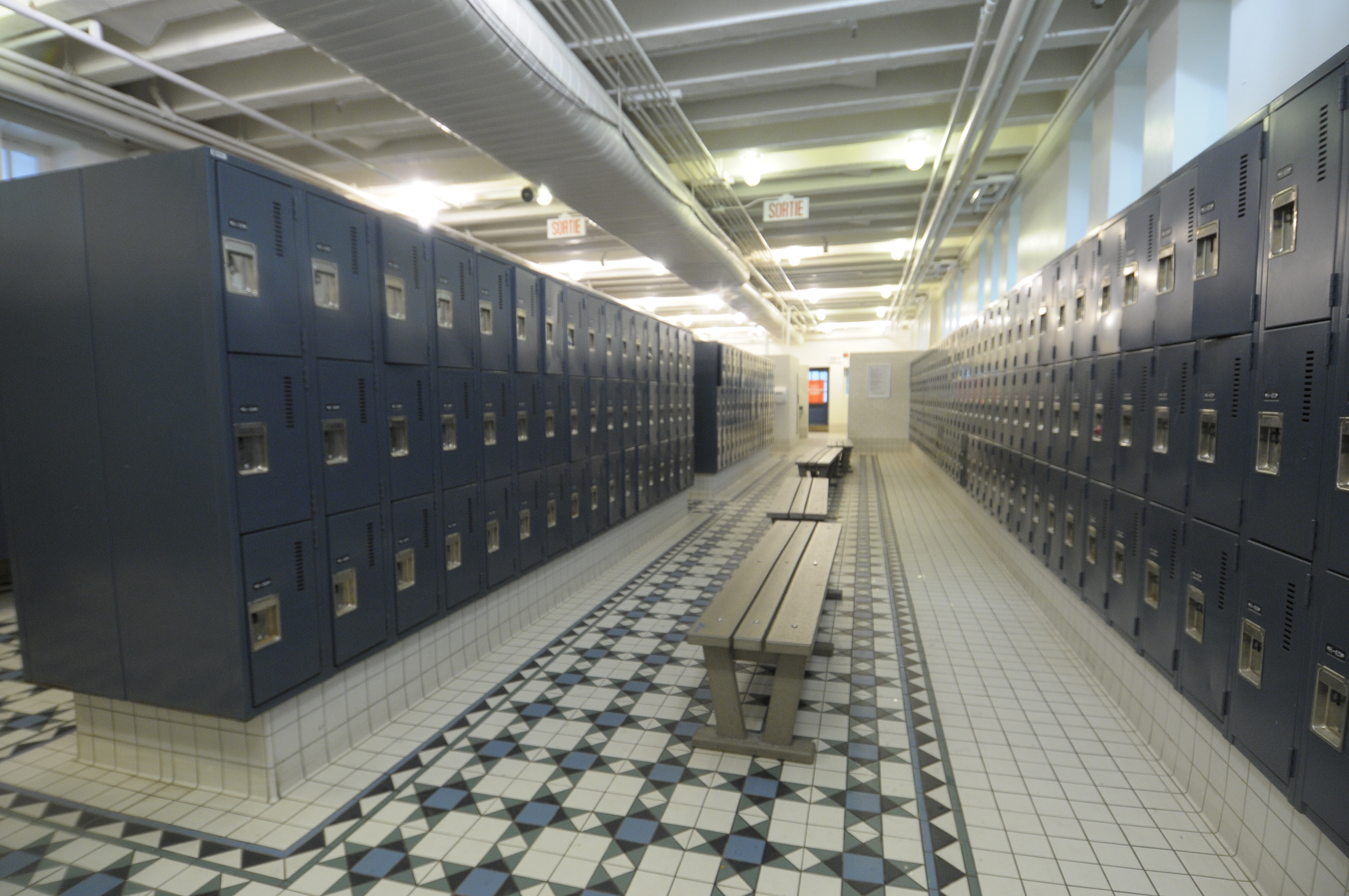
کمدهای موجود در یک مرکز ورزشی